# Mopanveldophis zebrinus
Mopanveldophis zebrinus is een slang uit de familie toornslangachtigen (Colubridae) en de onderfamilie Colubrinae. 

## Naam en indeling
De wetenschappelijke naam van de soort werd voor het eerst voorgesteld door Donald George Broadley en Beat Schätti in 2000. Oorspronkelijk werd de wetenschappelijke naam Coluber zebrinus gebruikt en later behoorde de soort tot het geslacht Hemerophis. 
Het is sinds 2018 de enige soort uit het monotypische geslacht Mopanveldophis. De wetenschappelijke geslachtsnaam Mopanveldophis betekent vrij vertaald 'slang van Mopanveld', de soortaanduiding zebrinus betekent 'gestreept' en slaat op het strepenpatroon op het lichaam. 

## Verspreiding en habitat
De soort komt voor in delen van Afrika en leeft in de landen Namibië en Angola.